# José Luis Sánchez (deportista)
José Luis Sánchez, destacado deportista mexicano de la especialidad de tiro quien fue campeón de Centroamérica y del Caribe en Mayagüez 2010.

## Trayectoria
La trayectoria deportiva de José Luis Sánchez se identifica por su participación en los siguientes eventos nacionales e internacionales:

### Juegos Centroamericanos y del Caribe
Fue reconocido su desempeño como parte de la selección de  México en los juegos de Mayagüez 2010.

#### Juegos Centroamericanos y del Caribe de Mayagüez 2010
Su desempeño en la vigésima primera edición de los juegos, con un total de 5 medallas:

- , Medalla de oro: 10 m Equipo
- , Medalla de plata: 50 m Equipo
- , Medalla de plata: Aire 10 m
- , Medalla de plata: 50 m Equipo
- , Medalla de bronce: 3 Pos 50 m